# Assedio di Sagunto
L'assedio di Sagunto costituisce il primo degli episodi, e il vero e proprio casus belli, dell'intera seconda guerra punica. Secondo Eutropio, sarebbe da datarsi all'anno del consolato di Publio Cornelio Scipione Asina e Marco Minucio Rufo (il 221 a.C.) anche se tradizionalmente viene posto nell'anno 219 a.C. L'esito dell'assedio fu che i Saguntini, alleati dei Romani, si arresero alle forze cartaginesi, comandate da Annibale, dopo otto mesi.

## Contesto storico
Annibale, che secondo Livio era stato educato dal padre sin da piccolo all'odio verso Roma, una volta divenuto comandante delle forze cartaginesi in Iberia, aveva  bisogno di un pretesto per cominciare la guerra, senza però violare le condizioni del trattato dell'Ebro del 226 a.C., che impegnava i cartaginesi a non espandersi oltre il fiume spagnolo. 
(Tito Livio, Ab Urbe condita libri, XXI, 5, 1.)
Fu così che, sulla base delle direttive e dei consigli che il padre Amilcare gli aveva dato, cominciò ad attaccare e sottomettere tutte le popolazioni a sud del fiume, come gli Olcadi (221 a.C.), i Vaccei (220 a.C.) e i Carpetani (sempre nel 220 a.C.).
Annibale ormai poteva completare la sua opera sottomettendo Sagunto, città alleata di Roma, con il pretesto che si trovava a sud dell'Ebro e che quindi rientrava nei territori di competenza dei cartaginesi.

## Casus belli

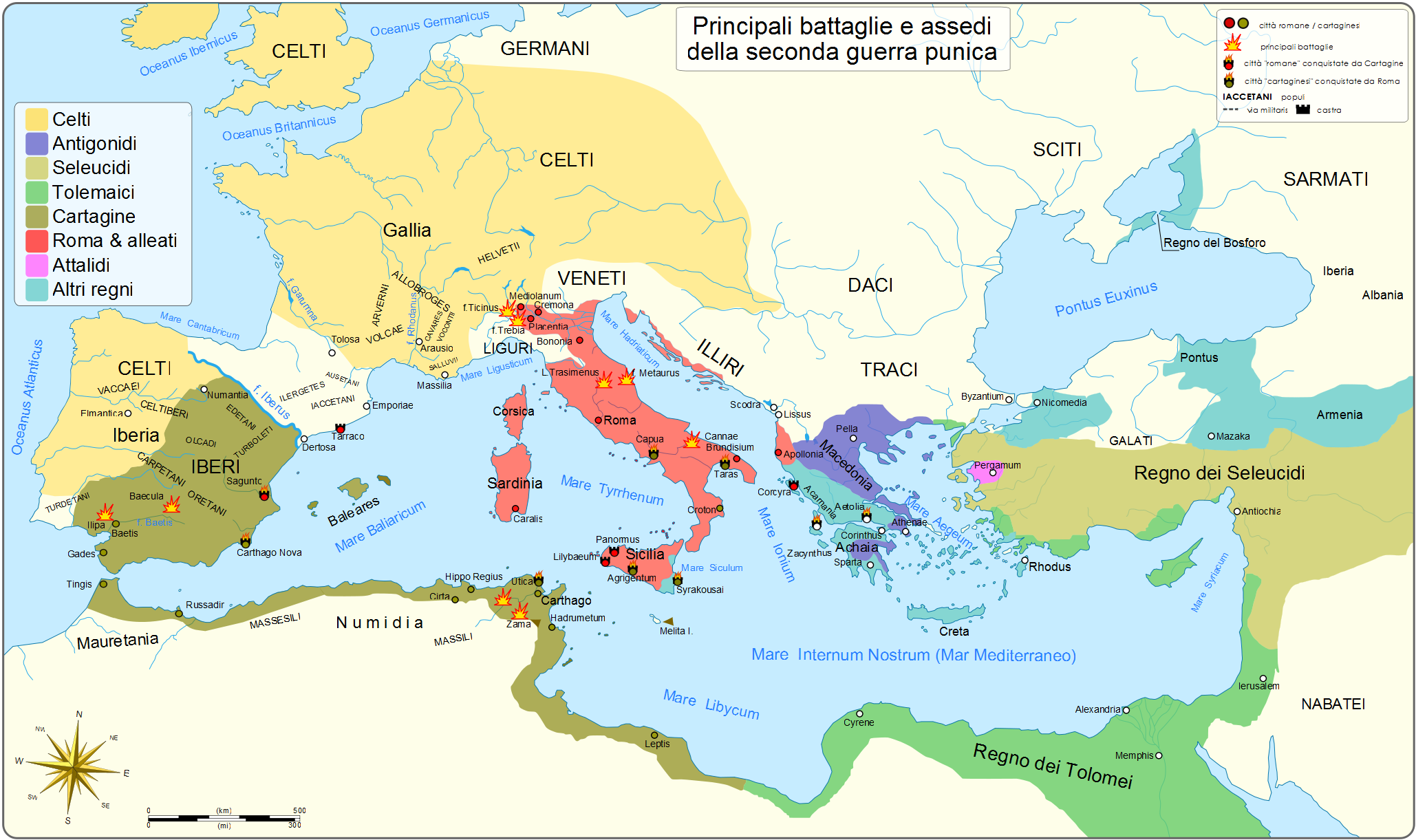
Principali battaglie della seconda guerra punica e in azzurro sulla sinistra, il fiume Ebro, limite dei possedimenti cartaginesi secondo un trattato stipulato nel 226 a.C. con i Romani.

Con la fine del 220 a.C., Annibale se ne tornò a svernare con l'esercito a Nova Carthago, mentre i Saguntini, sentendo la guerra imminente (anche a causa delle discordie nate con il popolo dei Turdetani, forse sobillati dal generale cartaginese), riuscirono a convincere Roma a inviare dei loro legati a controllare la situazione in Iberia, e a avvertire Annibale, di non impensierire i Saguntini, alleati del popolo romano. Polibio racconta che la delegazione romana (composta da Publio Valerio Flacco e Quinto Bebio Tamfilo), una volta raggiunta Nova Carthago, sia stata ricevuta da Annibale. Al generale cartaginese fu richiesto di stare lontano da Sagunto, poiché si trovava sotto la loro protezione, e di non oltrepassare l'Ebro, secondo i recenti accordi stipulati con Asdrubale nel 226 a.C. Ma Annibale, che era giovane, con una gran voglia di combattere anche dopo i recenti successi ottenuti in Iberia, e in più eccitato dall'odio antiromano di lunga data, in modo pretestuoso, prima si atteggiò a protettore degli stessi Saguntini, poi, una volta avuto il benestare da parte dello stesso Senato cartaginese, decise di dirigersi verso Sagunto, per porre fine ai soprusi che i Saguntini commettevano nei riguardi di alcune popolazioni soggette ai Cartaginesi. E così Sagunto fu scelta come casus belli. Polibio stesso ci dice che:
(Polibio, Storie, III, 15, 9.)
Lo storico greco riteneva in sostanza che Annibale sarebbe stato più coerente nel voler alimentare un nuovo conflitto con i Romani, se avesse preteso la restituzione della Sardegna e dei tributi che erano stati imposti ai Cartaginesi in modo ingiusto, e dichiarare la guerra agli stessi solo nel caso non avessero accettato. Fu così che gli ambasciatori romani avuta la sensazione che Annibale stesse cercando a tutti i costi la guerra, presero il mare alla volta di Cartagine, con l'intenzione di fare la stessa richiesta formale al Senato cartaginese, convinti che non avrebbero combattuto in Italia ma in Iberia, dove Sagunto sarebbe stata una base operativa assai importante per le operazioni future. Annibale si proponeva, invece, di: 
- disilludere la speranza che i Romani avevano di condurre la guerra in Iberia;[20]
- spaventare tutte le tribù iberiche (sia quelle già sottomesse, rendendole più disciplinate; sia quelle ancora indipendenti, rendendole più caute);[20]
- non lasciarsi alle spalle alcun nemico;[21]
- e ottenere abbondanti mezzi e rifornimenti per l'impresa da compiere in Italia, per i suoi soldati e per soddisfare le necessità della madrepatria, Cartagine.[22]

Frattanto il Senato romano di fronte alla minaccia di una nuova guerra, prendeva le misure per consolidare le proprie conquiste a oriente, in Illiria.

## Forze in campo
Sagunto era una fiorentissima città a sud del fiume Ebro a soli 1 000 passi dal mare (ovvero sette stadi), ai piedi di un sistema montuoso che forma la linea di confine tra Iberia (a sud) e Celtiberia (a nord). Gli abitanti della zona occupavano un territorio estremamente fertile e certamente il più produttivo di tutta l'Iberia. Le mura che circondavano la città facevano un angolo che si trovava verso la parte dove la pianura è più piatta e aperta, rispetto alle altre parti della città. Posta pertanto in posizione munitissima in cima a un'altura, Sagunto sarebbe servita per rifinire la preparazione dell'esercito di Annibale, ottimizzandone la qualità prima dell'invasione dell'Italia.
Delle forze cartaginesi sappiamo da Tito Livio che l'armata disponeva di soldati in abbondanza. Si parla di 150 000 soldati. Al contrario i Saguntini disponevano di forze limitate per difendere e offendere dall'interno delle loro mura. Per questi motivi cominciarono a disperdere le loro forze, in contemporanea su più fronti.

## L'assedio

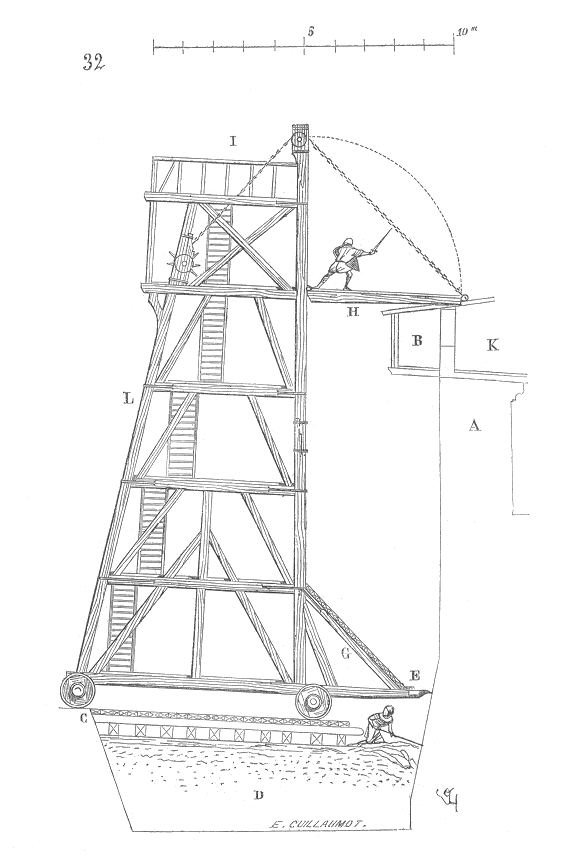
Tipica torre d'assedio utilizzata dai Cartaginesi contro la città di Sagunto

### Primo assalto alle mura
Sagunto venne attaccata nel marzo del 219 a.C. e sottoposta a un drammatico assedio che si protrasse per otto mesi senza che Roma decidesse di attivarsi. Annibale, entrato nel suo territorio con l'esercito deciso all'assalto, devastò prima i campi qua e là, infine cingendo di un poderoso assedio la città su tre lati, dopo aver posto l'accampamento proprio di fronte alla stessa. Annibale decise di aggredire l'angolo delle mura che dava sulla piana circostante, con tutta una serie di macchine d'assedio, per mezzo delle quali si potesse manovrare l'ariete contro le mura. Qui fece costruire una torre assai elevata, ma le mura in quel punto erano state fortificate adeguatamente a un'altezza superiore e presidiate da soldati scelti che resistevano strenuamente anche con armi da getto. In questi combattimenti a volte disordinati i Saguntini non cadevano in numero maggiore dei Cartaginesi. Livio racconta che lo stesso Annibale, avvicinatosi troppo alle mura fu colpito da un giavellotto alla coscia (poiché spesso rischiava temerariamente di persona), e lo spavento e la fuga furono così grandi che i suoi soldati per poco non abbandonarono tutte le macchine d'assedio sotto le mura nemiche.

### La città è circondata da una cinta d'assedio
Annibale rientrato al campo decise di chiedere una tregua per curare la ferita e per innalzare tutta una serie di opere di fortificazione attorno alla città, in modo da isolarla dal territorio circostante. Al termine della tregua gli scontri ripresero più aspri di prima, tanto che Annibale fu costretto a utilizzare la vinea per proteggere i suoi soldati dai continui lanci degli assediati e avvicinare alle mura un nuovo ariete.

### Parti di mura si sbriciolano: i Saguntini resistono
Le mura cominciarono a sbriciolarsi sotto i continui colpi degli arieti, tanto che in molti punti risultavano in parte già abbattute. Si racconta che ben tre torri e le mura racchiuse tra esse caddero con grande fragore. I Cartaginesi, credendo che con quella breccia la città era ormai presa, tentarono di lanciarsi all'interno della stessa, ma trovarono un muro di soldati saguntini pronti a difendere le loro abitazioni.
(Tito Livio, Ab Urbe condita libri, XXI, 8, 8.)
Ma i Saguntini non arretrarono di un passo, anche grazie a un'arma da getto in loro possesso che incuteva grande paura negli assalitori: la falarica. L'esito della battaglia fu a lungo incerto, ma i Saguntini sentirono crescere in loro forze e coraggio quando si resero conto di essere riusciti a resistere ad Annibale, non permettendogli di ottenere subito la vittoria. Allora levato un grido improvviso, spinsero i Cartaginesi fuori dalle rovine del muro, generarono nelle loro file sgomento e disordine, tanto da farli indietreggiare fino ai loro accampamenti.

### Nuova ambasciata romana ad Annibale

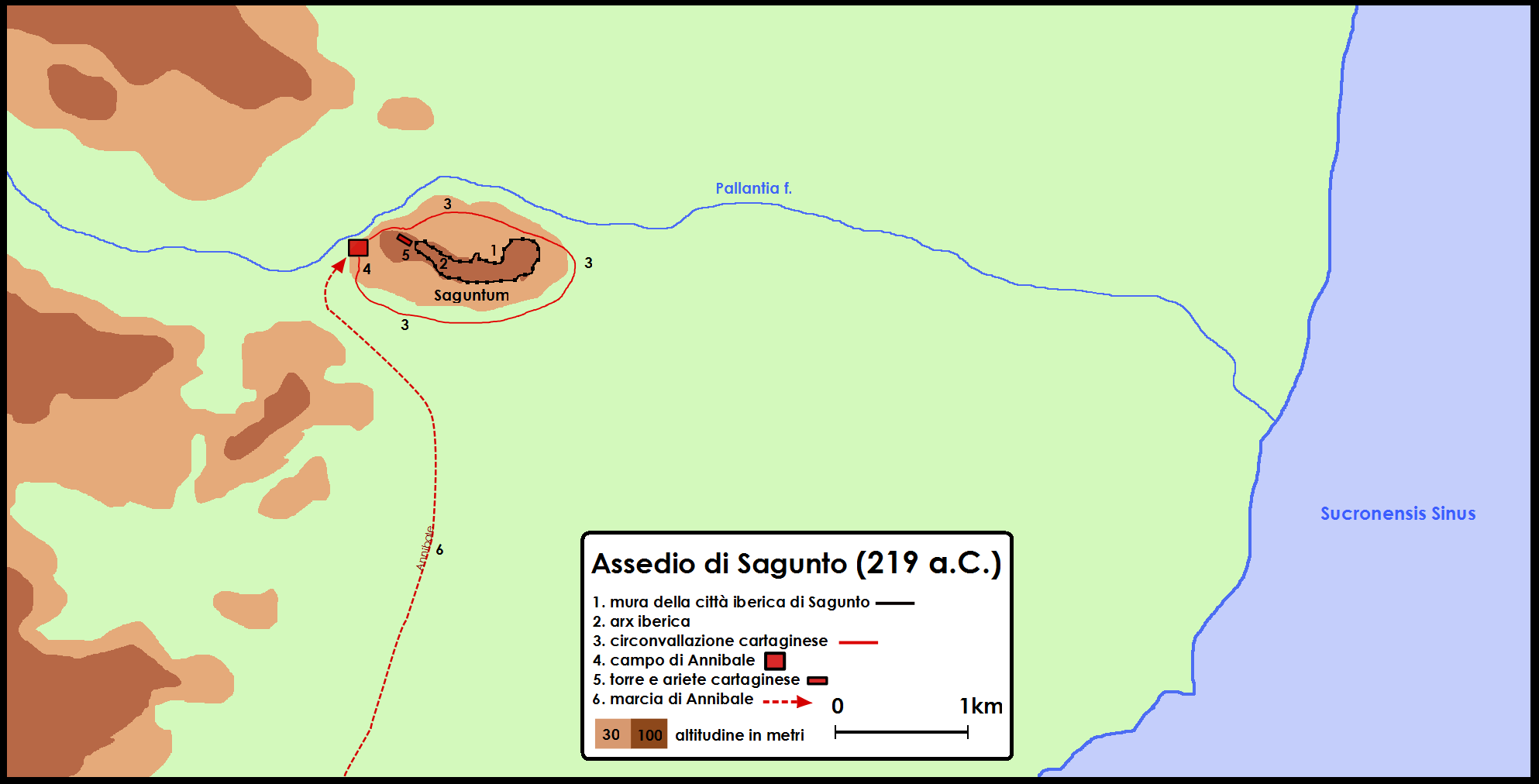
Mappa dell'assedio di Sagunto (219 a.C.)

Sappiamo sempre da Tito Livio che una nuova ambasciata fu inviata da Roma proprio nel mezzo dell'assedio alla città. Annibale mandò loro incontro in mare alcuni messaggeri per avvertirli che non era sicuro avvicinarsi troppo ai combattimenti di gente tanto sfrenata. Del resto sarebbe stato troppo imbarazzante per il generale cartaginese ricevere gli ambasciatori romani in una situazione tanto critica. Era evidente che questi ultimi, non ammessi al cospetto di Annibale, si sarebbero recati a Cartagine con ulteriori lamentele. Fu così che Annibale decise di anticiparli inviando una lettera ai capi del partito dei Barcidi, per evitare che la parte loro avversa non favorisse i Romani. Fu così che l'ambasceria romana non ebbe successo, rivelandosi solo una perdita di tempo.

### L'assalto finale: la presa della rocca
Annibale, dopo aver portato a termine numerosi altri lavori (disponendo presidi a custodia delle vigne e delle macchine d'assedio), decise che avrebbe lasciato l'intero bottino ai suoi soldati, per suscitare negli stessi sentimenti d'ira e di speranza nel raggiungere l'ambito premio. Annibale stesso diede inizio all'assalto, incitando i suoi a compiere l'impresa di occupare la città, sebbene i Saguntini fossero riusciti nei pochi giorni precedenti a ricostruire parte delle mura crollate. Una gigantesca torre, più alta delle mura e dotata di catapulte e baliste, cominciò a sgretolare le mura che le si trovavano di fronte, mentre 500 soldati scelti africani, tutti dotati di piccone, riuscivano ad aprire i primi varchi tra le mura, tanto che schiere di soldati cartaginesi cominciarono a riversarsi in città. Occuparono una rocca che sovrastava la città e la protessero con un muro, oltre a catapulte e balliste. Frattanto i Saguntini innalzarono un nuovo muro a protezione della parte non ancora in mano cartaginese.

### La resa finale della città

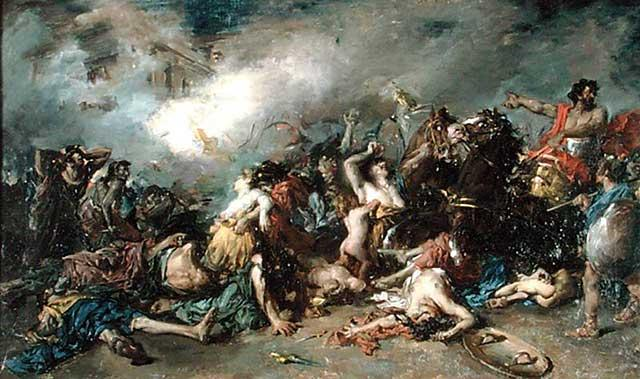
Gli ultimi giorni di Sagunto (Francisco Domingo Marqués, 1869)

Da entrambe le parti si fecero il massimo degli sforzi per fortificare e combattere, ma i Saguntini nel tentativo di difendere le parti più interne della città, la resero ogni giorno più piccola. Contemporaneamente il protrarsi dell'assedio, aumentò la carestia e ridusse la speranza di aiuti esterni, poiché i Romani erano lontani. Una breve speranza da parte degli assediati si ebbe quando Annibale fu costretto a compiere un'improvvisa azione militare contro i Carpetani e gli Oretani che avevano sequestrato gli ufficiali incaricati degli arruolamenti nei loro territori. Ma l'assalto a Sagunto non diminuì, poiché Maarbale, a cui Annibale aveva lasciato temporaneamente il comando delle operazioni d'assedio, non diminuì l'intensità degli assalti alla città. Egli infatti riuscì con tre arieti a far crollare buona parte delle mura, mostrando allo stesso Annibale, che era appena tornato, il suolo pieno di recenti rovine. Una nuova feroce battaglia divampò per il possesso della rocca, dove caddero numerosi soldati da ambo le parti, tanto che vi fu il tentativo di mediazione da parte del saguntino Alcone, il quale si recò di notte dallo stesso Annibale. Visto che le condizioni di pace imposte dal generale cartaginese erano troppo dure (i Saguntini dovevano restituire ogni cosa ai Turdetani, oltre a tutto l'oro e l'argento; e uscire dalla città con una sola veste in più per ciascuno, recandosi ad abitare la località indicata dai Cartaginesi), preferì disertare rimanendo presso il nemico. Un nuovo tentativo fu fatto allora dall'ibero Alorco, che era stato soldato di Annibale e in quel momento era ospite e amico dei Saguntini. Egli, presentatosi dinanzi al senato di Sagunto pronunciò un discorso nel quale in sintesi si espresse in questo modo:
(Tito Livio, Ab Urbe condita libri, XXI, 13, 4-7.)
E mentre si era radunata una grande folla, prima di dare una risposta ai Cartaginesi, si decise di raccogliere tutto l'oro e l'argento e fonderlo insieme. Frattanto un avvenimento non previsto mutò il destino della città: una delle sue torri, a lungo bersagliata dalle armi da lancio dei cartaginesi, crollò, permettendo al nemico di sfruttare un inaspettato varco nelle mura, ora che la folla raccolta nella piazza principale aveva lasciato la città senza posti di guardia e sentinelle lungo il suo perimetro. Annibale pensando che in simili occasioni non si deve esitare, ordinò l'assalto alla città, ormai senza difese. Fu una carneficina terrificante, la città cadde con ingente bottino.

## Conseguenze
È tristemente famoso l'aspro commento di Tito Livio:
(Tito Livio, Ab Urbe condita libri, XXI, 7.)
Livio infatti racconta che, non era ancora stata decisa l'ambasceria romana che portasse il messaggio ad Annibale, che l'assedio era già incominciato. I Romani poi cominciarono a discutere se inviare i consoli dell'anno, in Iberia e in Africa, se si dovesse inviare un esercito solo di terra o anche di mare, oppure se si dovesse condurre la guerra solo contro Annibale in Iberia. Alla fine, la sfortunata città, stremata da mesi di fame, battaglie, lutti e disperazione (per il mancato arrivo delle forze alleate romane) si arrese e venne rasa al suolo. Le ingenti ricchezze della città furono tenute da parte in vista dell'imminente campagna militare, gli schiavi furono distribuiti tra i soldati cartaginesi, mentre il resto del bottino fu inviato a Cartagine. Roma, a questo punto, intervenne e inviò una delegazione a Cartagine chiedendo la consegna di Annibale, ma con le ricchezze che per anni erano arrivate dalla Spagna il partito della guerra aveva ripreso vigore a Cartagine, e questa rifiutò. La conseguenza ineluttabile fu che Roma dichiarò guerra a Cartagine. Era la fine del 219 a.C. e incominciava la seconda guerra punica.